# Пейн, Джордж Ричард
Джордж Ричард Пейн (англ. George Richard Pain; 1793 — 26 декабря 1838) — английский и ирландский архитектор, декоратор интерьеров, работавший в период регентства, или «ридженси» (англ. Regency), времени правления регента Георга, принца Уэльского, будущего короля Георга IV, и периода историзма и эклектики.
Джордж Пейн родился в семье английских архитекторов. Его дед Уильям Пейн, отец Джеймс Пейн и его старший брат также Джеймс Пейн были архитекторами. Джордж Ричард стал учеником и помощником архитектора Джона Нэша из Лондона. Совет директоров христианского общества «Первые плоды» (First Fruits) поручил Джеймсу и Джорджу Ричарду проектировать церкви и церковные дома в Ирландии.
Джордж Пейн прибыл в Ирландию примерно в 1816 году, через пять лет после прибытия своего брата Джеймса. Поселившись в Лимерике, Пейн остался в Ирландии на всю оставшуюся жизнь. Многие из его проектов созданы в сотрудничестве с его братом Джеймсом Пейном.
Он умер в возрасте сорока пяти лет 26 декабря 1838 года. Похоронен на кладбище церкви Святой Марии в Шандоне.